# Coelioxys fontanae
Coelioxys fontanae är en biart som beskrevs av Holmberg 1909. Coelioxys fontanae ingår i släktet kägelbin, och familjen buksamlarbin. Inga underarter finns listade i Catalogue of Life.